# Gouvernement Zuma II
Zuma I Ramaphosa I
Le gouvernement Zuma II est le second  gouvernement de l'Afrique du Sud dirigé par le président Jacob Zuma du 25 mai 2014 jusqu'à sa démission le 14 février 2018. 
Du 15 au 27 février 2018, le dernier gouvernement Zuma est dirigé par Cyril Ramaphosa qui le remanie pour former son premier cabinet le 28 février 2018.

## Gouvernement Zuma II du 25 mai 2014 au 28 février 2018
À la suite de la réélection de Jacob Zuma à la présidence de la République en mai 2014, un nouveau gouvernement a été nommé le 25 mai 2014. Il est dirigé par Cyril Ramaphosa du 15 au 28 février 2018.
| Fonction                                                          | Titulaire | Titulaire | Parti    | Vice-ministre | Vice-ministre                                                                                      |
| ----------------------------------------------------------------- | --------- | --- | -------- | ------------- | -------------------------------------------------------------------------------------------------- |
| Président de la République                                        |           | Jacob Zuma | ANC      |               | |
| Vice-président de la République                                   |           | Cyril Ramaphosa | ANC      |               | -                                                                                                  |
| Ministre de la Présidence                                         |           | Jeff Radebe | ANC      |               | Buti Manamela (2014-2017)                                                                          |
| Ministre des Femmes                                               |           | Susan Shabangu | ANC      | -             | |
| Ministre de l'Agriculture, forêts et pêche                        |           | Senzeni Zokwana | ANC      |               | Bheki Cele                                                                                         |
| Ministre des Arts et culture                                      |           | Nathi Mthethwa | ANC      |               | Rejoice Mabudafhasi Maggie Sotyu (depuis le 31 mars 2017)                                          |
| Ministre de l'Éducation de base                                   |           | Angie Motshekga | ANC      |               | Enver Surty                                                                                        |
| Ministre des Télécommunications et Services postaux               |           | Siyabonga Cwele | ANC      |               | Hlengiwe Mkhize Stella Ndabeni-Abrahams (depuis le 31 mars 2017)                                   |
| Ministre des Communications                                       |           | Faith Muthambi Ayanda Dlodlo (31 mars - 17 octobre 2017) Mmamoloko Kubayi-Ngubane                                                                       | ANC      |               | Stella Ndabeni-Abrahams Thandi Mahambehlala (depuis le 31 mars 2017)                               |
| Ministre de la Gouvernance locale et affaires traditionnelles     |           | Pravin Gordhan (2014-2015) David van Rooyen (depuis le 13 décembre 2015)                                                                                | ANC      |               | Andries Nel (gouvernements locaux) Obed Bapela (affaires traditionnelles)                          |
| Ministre de l'Eau et Installations sanitaires                     |           | Nomvula Mokonyane | ANC      |               | Pam Tshwete                                                                                        |
| Ministre de la Défense et vétérans                                |           | Nosiviwe Mapisa-Nqakula | ANC      |               | Kebby Maphatsoe                                                                                    |
| Ministre du Développement économique                              |           | Ebrahim Patel | ANC      |               | Madala Masuku                                                                                      |
| Ministre de l'Énergie                                             |           | Tina Joemat-Pettersson (2014-2017) Mmamoloko Kubayi (31 mars - 17 octobre 2017) David Mahlobo                                                           | ANC      |               | Thembi Majola                                                                                      |
| Ministre des Finances                                             |           | Nhlanhla Nene (2014-2015) David van Rooyen (9 - 13 décembre 2015) Pravin Gordhan (13 décembre 2015-30 mars 2017) Malusi Gigaba (depuis le 31 mars 2017) | ANC      |               | Mcebisi Jonas Sifiso Buthelezi (depuis le 31 mars 2017)                                            |
| Ministre de la Santé                                              |           | Aaron Motsoaledi | ANC      |               | Joe Phaahla                                                                                        |
| Ministre de l'Enseignement supérieur et formation professionnelle |           | Blade Nzimande (2014-2017) Hlengiwe Mkhize (depuis le 17 octobre 2017)                                                                                  | SACP ANC |               | Mduduzi Manana (2014-2017) Buti Manamela (depuis le 17 octobre 2017)                               |
| Ministre de l'Intérieur                                           |           | Malusi Gigaba Hlengiwe Mkhize (31 mars - 17 octobre 2017) Ayanda Dlodlo                                                                                 | ANC      |               | Fatima Chohan                                                                                      |
| Ministre du Logement                                              |           | Lindiwe Sisulu | ANC      |               | Zoe Kota-Hendricks                                                                                 |
| Ministre des Relations internationales et coopération             |           | Maite Nkoana-Mashabane | ANC      |               | Noma-India Mfeketho Lluwelyn Landers                                                               |
| Ministre de la Justice et Administration pénitentiaire            |           | Michael Masutha | ANC      |               | John Jeffery (justice et développement constitutionnel) Thabang Makwetla (affaires pénitentiaires) |
| Ministre de l'Emploi                                              |           | Mildred Oliphant | ANC      |               | Inkosi Patekile Holomisa                                                                           |
| Ministre des Ressources minières                                  |           | Ngoako Ramathlodi (2014-2015) Mosebenzi Zwane | ANC      |               | Godfrey Oliphant                                                                                   |
| Ministre de la Police                                             |           | Nkosinathi Nhleko Fikile Mbalula (depuis le 31 mars 2017)                                                                                               | ANC      |               | Maggie Sotyu Bongani Mkongi (depuis le 31 mars 2017)                                               |
| Ministre des Entreprises publiques                                |           | Lynne Brown | ANC      |               | Gratitude Magwanishe Ben Martins (depuis le 31 mars 2017)                                          |
| Ministre du Service public et administration                      |           | Collins Chabane(2014-2015) Nathi Mthethwa (interim) Ngoako Ramatlhodi (sept.2015) Faith Muthambi (depuis le 31 mars 2017)                               | ANC      |               | Ayanda Dlodlo Dipuo Letsatsi-Duba (depuis le 31 mars 2017)                                         |
| Ministre des Travaux publics                                      |           | Thulas Nxesi Nathi Nhleko (depuis le 31 mars 2017) | ANC      |               | Jeremy Cronin                                                                                      |
| Ministre du Développement rural et réforme agraire                |           | Gugile Nkwinti | ANC      |               | Mcebisi Skwatsha Candith Mashego-Dlamini                                                           |
| Ministre de la Science et Technologie                             |           | Naledi Pandor | ANC      |               | Zanele kaMagwaza-Msibi (NFP)                                                                       |
| Ministre du Développement social                                  |           | Bathabile Dlamini | ANC      |               | Hendrietta Bogopane-Zulu                                                                           |
| Ministre des Sports et loisirs                                    |           | Fikile Mbalula Thembelani Nxesi (depuis le 31 mars 2017)                                                                                                | ANC      |               | Gert Oosthuizen                                                                                    |
| Sécurité d'État                                                   |           | David Mahlobo (2014-2017) Bongani Thomas Bongo (depuis le 17 octobre 2017)                                                                              | ANC      |               | Ellen Molekane                                                                                     |
| Ministre du Développement des PME                                 |           | Lindiwe Zulu | ANC      |               | Elizabeth Thabethe Nomathemba November (depuis le 31 mars 2017)                                    |
| Ministre du Tourisme                                              |           | Derek Hanekom Thokozile Xasa (depuis le 31 mars 2017)                                                                                                   | ANC      |               | Thokozile Xasa Elizabeth Thabethe (depuis le 31 mars 2017)                                         |
| Ministre du Commerce et industrie                                 |           | Rob Davies | ANC      |               | Mzwandile Masina Gratitude Magwanishe (depuis le 31 mars 2017)                                     |
| Ministre des Transports                                           |           | Dipuo Peters (2014-2017) Joe Maswanganyi (31 mars 2017-)                                                                                                | ANC      |               | Sindi Chikunga                                                                                     |
| Ministre des Affaires environnementales                           |           | Edna Molewa | ANC      |               | Barbara Thomson                                                                                    |